# Dayah Bubue
Dayah Bubue is een bestuurslaag in het regentschap Pidie van de provincie Atjeh, Indonesië. Dayah Bubue telt 759 inwoners (volkstelling 2010).